# Бенедикт Нурсијски
Бенедикт Нурсијски је рођен у Нурсијској области у Италији 480. године. Родитељи су му били богати и знаменити. У школи се није задржао дуго, јер је сам увидео да због књижног учења може изгубити „велики разум душе своје“. И изашао је из школе „ненаучен мудрац и разуман незналац“. Побегао је у неки манастир где га је инок Роман замонашио, после чега се повукао у једну врлетну гору где је у пећини остао преко три године и где се подвизавао. Роман му је доносио хлеба и спуштао са врлетне стене на канапу до пред пећину. Кад се прочуо по околини, он се, да би избегао славу од људи, удаљио из те пећине. Био је према себи врло суров. Хришћани верују да једном кад га је нечисти бес телесне похоти спопо, он се скинуо наг и ваљао по коприви и трњу, док није одстранио од себе и сваку помисао о жени. Хришћани такође верују да га је Бог обдарио многим даровима духовним ида је прозирао, исцељивао, изгонио зле духове, васкрсавао мртве, јављао се другима и на јави и на даљини у сну. Једанпут је прозрео, да му је наслужена чаша вина са отровом. Он је прекрстио чашу, и чаша је прсла. Основао је дванаест манастира, сваки у почетку са по дванаест монаха. Доцније се створио нарочити ред бенедиктинаца, који и данас постоји у Римокатоличкој цркви. На 6 дана пред смрт он је наредио да се отвори његов гроб, раније припремљени, јер је како хришћани верују овај светитељ прозрео да му је крај близу. Сабрао је све монахе, посаветовао их и преминуо. Његова рођена сестра, Схоластика, живела је у једном женском манастиру, па угледајући се на брата свога и сама се много подвизавала и дошла до великог духовног савршенства. Кад је свети Бенедикт преминуо, два монаха, један на путу, а други у некој удаљеној ћелији на молитви, видели су истовремено исту визију: пут од земље до небеса застрт скупоценим тканинама и осветљен по странама редовима људи; на врху тога пута стајао је неки човек неописиве лепоте и светлости, који им је рекао, да је тај пут спремљен за Бенедикта, Богу омиљенога. По тој визији та два брата сазнала су да је њихов добри игуман отишао из овога света. Скончао је мирно 543. године.
Српска православна црква слави га 14. марта по црквеном, а 27. марта по грегоријанском календару.

## Биографија
Осим кратке песме која се приписује Марку од Монте Касина, једини древни извештај о Бенедикту налази се у другом тому Дијалога од четири књиге папе Гргура I, за које се сматра да су написани 593. године, иако је аутентичност овог дела спорна.
Међутим, Григоријев извештај о Бенедиктовом животу није биографија у савременом смислу те речи. Уместо тога, пружа духовни портрет нежног, дисциплинованог игумана. У писму епископу Максимилијану Сиракуском, Григорије износи намеру за своје Дијалоге, рекавши да су они нека врста флоретума (зборник, дословно „цвеће“) најупечатљивијих чуда италијанских светих људи.
Грегори није намеравао да напише хронолошки, историјски усидрену причу о Бенедикту, али је своје анегдоте заснивао на директном сведочењу. Да би утврдио свој ауторитет, Грегори објашњава да су његове информације потекле из онога што је сматрао најбољим изворима: шачице Бенедиктових ученика који су живели са њим и били сведоци његових разних чуда. Ови следбеници, каже он, су Константин, који је наследио Бенедикта на месту игумана Монте Касина, Хонорат, који је био опат у Субијаку када је Свети Григорије писао своје Дијалоге, Валентинијан и Симплиције.
У Григоријево време историја није била призната као самостална област проучавања; то је била грана граматике или реторике, и историја је била извештај који је сумирао налазе учених када су писали оно што се у то време сматрало историјом. Дакле, Григоријеви Дијалози, друга књига, аутентична средњовековна хагиографија представљена као разговор између папе и његовог ђакона Петра, је осмишљена да подучава духовне лекције.

## Младост
Био је син римског племића из Нурсије, модерне Норче, у Умбрији. Традиција коју Беде прихвата чини га близанцем са својом сестром Схоластиком. Ако се 480. прихвати као година његовог рођења, година његовог напуштања студија и одласка од куће била би око 500. Грегоријев наратив чини немогућим да се претпостави да је тада био млађи од 20 година.
Бенедикт је послат у Рим да студира, али је био разочаран животом који је тамо затекао. Изгледа да није напустио Рим да би постао пустињак, већ само да би нашао неко место далеко од живота великог града. Узео је своју стару дадиљу као слугу и настанили су се да живе у Афилу. Афиле, који традиција Субјако идентификује са модерним Афилом, налази се у планинама Симбруини, око четрдесет миља од Рима и две миље од Субијака.

## Каснији живот
Григорије мало говори о овим годинама. Он сада о Бенедикту не говори више као о младићу (puer), већ као о човеку (vir) Божијем. Роман је, наводи Григорије, служио Бенедикту на све могуће начине. Изгледа да га је монах често посећивао, и у одређеним данима доносио му храну.
Током ове три године самоће, прекинуте само повременим комуникацијама са спољним светом и Романовим посетама, Бенедикт је сазревао умом и карактером, у познавању себе и свог ближњег, а у исто време није постао само познат, већ је обезбедио поштовање оних око њега; до те мере да је после смрти игумана једног манастира у суседству (који су неки поистоветили са Виковаром) заједница дошла к њему и молила га да постане њен игуман. Бенедикт је био упознат са животом и дисциплином у манастиру и знао је да су „њихови манири били различити од његових и да се стога никада неће сложити заједно; ипак је, на крају, савладан њиховом молбом, дао свој пристанак“ (ибид. 3). Експеримент није успео; монаси су покушали да га отрују. Легенда каже да су прво покушали да отрују његово пиће. Измолио је благослов над чашом и чаша се разбила. Тако је напустио групу и вратио се у своју пећину у Субијаку. У суседству је живео свештеник по имену Флоренције, који је, дирнут завишћу, покушао да га упропасти. Покушао је да га отрује затрованим хлебом. Када се молио за благослов над хлебом, улетео је гавран и однео векну. Чини се да су од тада његова чуда постала честа, и многи људи, привучени његовом светошћу и карактером, дошли су у Субијако да буду под његовим вођством. Пошто му није успео пославши му отровни хлеб, Флоренције је покушао да заведе његове монахе неким проституткама. Да би избегао даља искушења, око 530. године Бенедикт је напустио Субијко. Он је основао 12 манастира у околини Субијака и, коначно, 530. године основао велики бенедиктински манастир Монте Касино, који лежи на врху брда између Рима и Напуља.

## Поштовање
Верује се да је умро од грознице у Монте Касину недуго после своје сестре близнакиње, Схоластике, и да је сахрањен на истом месту као и његова сестра. Према предању, то се догодило 21. марта 547. године. Папа Павле VI га је 1964. године прогласио заштитником Европе. Папа Јован Павле II га је 1980. године заједно са Ћирилом и Методијем прогласио за покровитељом Европе. Штавише, он је заштитник спелеолога.. На острву Тенерифе (Шпанија) је заштитник поља и пољопривредника. На овом острву у његову част одржава се важна ромерија (Регионална ромериа де Сан Бенито Абад), једна од најважнијих у земљи.
У општем римском календару пре 1970. године, његов празник се одржавао 21. марта, на дан његове смрти према неким рукописима Martyrologium Hieronymianum и Беде. Пошто би тог датума његов литургијски спомен увек био ометан поштовањем Великог поста, ревизија општег римског календара из 1969. померила је његов спомен на 11. јул, датум који се у неким галским литургијским књигама с краја 8. века појављује као празник у част његовог рођења (Natalis S. Benedicti). Постоји извесна неизвесност о пореклу ове гозбе. Сходно томе, за 21. март римска мартирологија помиње да је Бенедиктов дан смрти и да се његов спомен празнује 11. јула. Док 11. јула посвећује седам редова, при говору о њему се помиње и предање да се преминуо је 21. марта.
Источна православна црква обележава помен Светог Бенедикта 14. марта.
Англиканска заједница нема јединствени универзални календар, али се у свакој провинцији објављује провинцијски календар светаца. У скоро свима њима, помен Светог Бенедикта се обележава 11. јула.
Бенедикту у Енглеској цркви одају почаст мањим фестивалом 11. јула.